# Колесніков Костянтин Ілліч
Колесніков Костянтин Ілліч (рос. Колесников Константин Ильич, 21 травня 1908, Вороніж, Чернігівська губернія, Російська імперія —12 травня 1937) — радянський військовий льотчик, брав участь у громадянській війні в Іспанії як командир ланки та ескадрильї винищувальної авіаескадрильї у військах республіканців, Герой Радянського Союзу (1936).

## Життєпис
Народився 1908 року в місті Вороніж, Чернігівської губернії, Російської імперії (нині селище міського типу у Шосткинському районі Сумської області, Україна) у сім'ї робітника залізниці. Після закінчення семи класів школи і ФЗУ при паровозному депо у Брянську працював слюсарем у тому ж депо, а 1927 року був призваний до лав Червоної Армії.
1928 року закінчив Ленінградську військово-теоретичну школу Військово-Повітряних Сил, а 1930 — 2-ю військову школу льотчиків ім. ОСОАВІАХІМу у Борисоглєбську.
З 1931 року — член ВКП (б). 1935 року обраний членом  ЦВК СРСР.
З листопада 1936 року він вступив у громадянську війну в Іспанії на боці республіканців як командир ланки ескадрильї винищувачів І-16. Після загибелі 13 листопада 1936 року командира ескадрильї Тархова Сергія Федоровича був призначений командиром ескадрильї. Більше 50 разів піднімався в небо Іспанії, при цьому збивши чотири літака.
31 грудня 1936 року капітану Колеснікову Костянтину Иллічу в числі 11 учасників Громадянської війни в Іспанії було присвоєно звання Героя Радянського Союзу з врученням ордену Леніна.
Загинув 12 травня 1937 року.